# Tiburce Mattei
Tiburce Mattei est un joueur de pétanque français, né le 29 août 1930 à Croce (Corse) et mort le 7 février 2002 à Nice. 

## Clubs
- ?-? : Refuge PC Nation Paris 11ème (Paris)

## Palmarès[2]

### Séniors

#### Championnat du Monde
Champion du Monde
- Triplette 1972 (avec Robert Lebeau et Jean Paon) :  Équipe de France

Troisième
- Triplette 1971 (avec Robert Lebeau et Jean Paon) :  Équipe de France
- Triplette 1978 (avec Robert Lebeau et Jean Paon) :  Équipe de France

#### Championnats de France
Champion de France
- Triplette 1970 (avec Robert Lebeau et Jean Paon) : Refuge PC Nation Paris 11ème
- Triplette 1971 (avec Robert Lebeau et Jean Paon) : Refuge PC Nation Paris 11ème
- Triplette 1977 (avec Robert Lebeau et Jean Paon) : Refuge PC Nation Paris 11ème